# 陳莊公
陳莊公（？—前693年），媯姓，名林，春秋时期諸侯國陳國君主。陳厲公之子（《史记》作弟），承襲陳厲公之位擔任該國君主。在位时間為前700年－前693年，共7年。前693年十月乙亥，陳莊公（陈侯林）卒。前692年二月，葬陈庄公。陳宣公杵臼继位。